# پاینویل (کنتاکی)
پاینویل (به انگلیسی: Pineville) شهری در ایالت کنتاکی کشور ایالات متحده آمریکا است که جمعیت آن در سرشماری سال ۲۰۱۰ میلادی، ۱٬۷۳۲ نفر بوده‌است.